# Divas TV
Divas TV es un canal de televisión por suscripción premium uruguayo de entretenimiento adulto, con una programación de contenido pornográfico, que comenzó a transmitir en 2016 y estar disponible en cableoperadoras como TCC.

## Historia
En 2013 comenzó la producción de películas en Uruguay para el canal. Este canal buscaba, en sus palabras, romper con los tabúes sexuales y barreras culturales, con un canal hablado en español y grabado con actores latinoamericanos en ubicaciones latinoamericanas.
Con el propósito de realizar emisiones en redes de televisión por cable, la empresa de Mauricio Peña comenzó el registro de la marca «Divas TV» en América Latina. Sin embargo, no logró registrar la marca en Colombia, debido a que la estadounidense Universal City Studios se opuso a la petición. El pedido se realizó el 30 de octubre de 2013 para una marca en la clase 41 de servicios de producción de programas de televisión y afines de la Clasificación Internacional de Niza. Publicada la solicitud, Universal City Studios se opuso bajo el argumento de que la solicitada no podía ser registrada por ser similar con sus marcas y podría inducir a confusiones con sus marcas «Diva Tv» y «Diva Universal» de canales de entretenimiento, a pesar de que en Colombia no había presencia de estos canales sino solamente la registración de las marcas. El organismo de gestión de marcas dictaminó que eventualmente la marca «Divas TV» podría coexistir con «Diva Universal», pero no con la marca «Diva Tv», que por su similitud podría ocasionar situaciones en las que los consumidores crean que están consumiendo productos de la misma productora, por lo que no procedió el registro.
En mayo de 2015 se realizó la presentación pública del canal en el hotel Enjoy Punta del Este durante el evento Punta Show Summit 2015.
En 2016, luego de haber rodado miles de películas, comenzó las transmisiones. En años posteriores cambió su enfoque y pasó a comprar contenidos extranjeros y reducir la producción propia. También comenzaron una plataforma de streaming llamada «DivasPlay» de vídeo bajo demanda.

## Repercusiones
El entonces diputado electo por el partido colorado Guillermo Facello realizó un pedido de informes en setiembre de 2015 para averiguar las condiciones de sanidad y laborales en que se desarrollaba la actividad del canal. Recibió en enero de 2016 respuesta del Ministerio del Interior y del de Salud Pública, que el control del Ministerio del Interior según el decreto 422/980 para los establecimientos en donde se ejerza públicamente el trabajo sexual, pero no abarcaba a los establecimientos privados, en este caso, un estudio de filmación de contenido pornográfico, no comprendida dentro de las categorías que exigía la habilitación policial. Desde el Ministerio de Salud Pública la respuesta fue que el Ministerio inspeccionó la productora y su sede, que cuenta con cuatro trabajadores y el resto de los actores son contratados a través de contratos de arrendamiento de obra, que a los actores de Divas TV se les exige los mismos controles sanitarios que a los prostíbulos, whiskerías y trabajadores sexuales, entre ellos el carnet básico de salud y el carnet de trabajador sexual.